# Amícia de Clare
Amícia de Clare (em inglês:  Amice; Usk, 27 de maio de 1220 — Okehampton, antes de 21 de janeiro de 1284) foi condessa consorte de Devon e senhora da Ilha de Wight pelo seu primeiro casamento com Balduíno de Redvers, 6.° Conde de Devon.

## Família
Amícia foi a filha primogênita de Gilberto de Clare, 5.° Conde de Gloucester e de Isabel Marshal. Os seus avós paternos eram Ricardo de Clare, 3.° Conde de Hertford e Amícia FitzRobert, suo jure condessa de Gloucester. Os seus avós maternos eram Guilherme Marshal, 1.º Conde de Pembroke e Isabel de Clare, 4.° Condessa de Pembroke.
Após ficar viúva, sua mãe, Isabel, casou-se com Ricardo, 1.º Conde da Cornualha, irmão do rei Henrique III de Inglaterra.

## Biografia
Amícia, aos 6 anos de idade, ficou noiva do conde Balduíno, em 29 de outubro de 1226, de cerca de 10 ou 11 anos.  Eles se casaram no mesmo ano, em Okehampton,[carece de fontes?] em Devon, após o pagamento de uma multa de 2.000 marcos pelo pai da noiva.  O conde era filho de Balduíno de Redvers, Conde de Devon e de Margarida FitzWarin.
Do casamento de dezenove anos, nasceram apenas dois filhos, um menino e uma menina. Balduíno faleceu em 15 de fevereiro de 1245.
Amícia recebia vários presentes do rei Henrique III. A partir de 1248, ela foi presenteada com veados, lenha, carvalhos e peixe.
Em alguma data posterior a 10 de janeiro de 1248, Amícia casou-se com Roberto de Guines, filho do conde Arnaldo II de Guines e de Beatriz de Bourbourg. 
Em 1255, ela partiu em peregrinação para Pontigny, na França, pela qual recebeu proteção, e novamente, em 1258, para ir ao exterior.
Em 1278, fundou a Abadia de Buckland, em Devon, da Ordem de Cister, que dedicou a Virgem Maria e ao santo Bento de Núrsia.
Em 1282, o rei Eduardo I, permitiu que a condessa de Devon e o seu agregado familiar se hospedassem no Castelo de Winchester, em Hampshire, na câmara da rainha, adjacente a capela.
A condessa faleceu antes do dia 21 de janeiro de 1284, quando tinha 63 anos de idade. Seu corpo foi sepultado na Abadia de Buckland, porém, seu coração foi depositado na Abadia de Lacock, no condado de Wiltshire, onde sua filha, Margarida, era uma freira. Ela doou a Lacock o feudo de Shorewell, na Ilha de Wight.

## Descendência
De seu primeiro casamento:
- Balduíno de Redvers, 7.° Conde de Devon (1 de janeiro de 1236 – antes de 13 de setembro de 1262), sucessor do pai. Foi marido de Margarida de Saboia, com quem teve um filho;
- Isabel de Redvers, 8.ª Condessa de Devon (julho de 1237 – 10 de novembro de 1293), sucessora do irmão. Foi a segunda esposa de Guilherme de Forz, 4.° Conde de Albemarle, com quem teve cinco filhos, incluindo Avelina de Forz, esposa de Edmundo, 1.° Conde de Lencastre e Leicester.

Teve uma filha chamada Margarida, freira na Abadia de Lacock, cujo identidade do pai é desconhecida.